# Eudorylas meruensis
Eudorylas meruensis är en tvåvingeart som först beskrevs av Hardy 1949.  Eudorylas meruensis ingår i släktet Eudorylas och familjen ögonflugor.
Artens utbredningsområde är Kenya. Inga underarter finns listade i Catalogue of Life.